# Baie des Os
La baie des Os (en macédonien : Залив на Коските, Zaliv na Koskite) est un site archéologique situé en Macédoine du Nord, sur le lac d'Ohrid, consistant en une cité lacustre de l'âge du bronze et du fer ancien.
Près du site original, une reconstitution a été construite, le Musée de l'eau, qui fait partie de l'Institut pour la protection des monuments culturels et des musées d'Ohrid.

## Histoire
La colonie est située sur la rive orientale du lac d'Ohrid, entre les villages de Peštani, au nord, et de Trpejca, au sud. Le site a été découvert en 1997 lors des premières recherches archéologiques sous-marines en Macédoine et qui se sont poursuivies jusqu'en 2005. Un établissement préhistorique daté de la fin de l'âge du bronze et du début de l'âge du fer a été découvert. Quelque 6 000 restes de pieux en bois ont été découverts à une profondeur de 3 à 5 mètres et qui soutenaient probablement une plateforme commune sur laquelle se trouvaient une vingtaine de maisons en bois. De nombreux objets ont été collectés, principalement des récipients en céramique fragmentés et entiers, des objets en pierre et en silex, moins de bronze, de nombreux fragments d'os d'animaux, y compris des outils.
En 2007-2008, une reconstruction muséale a été créée.

Musée de l'eau de la baie des Os.
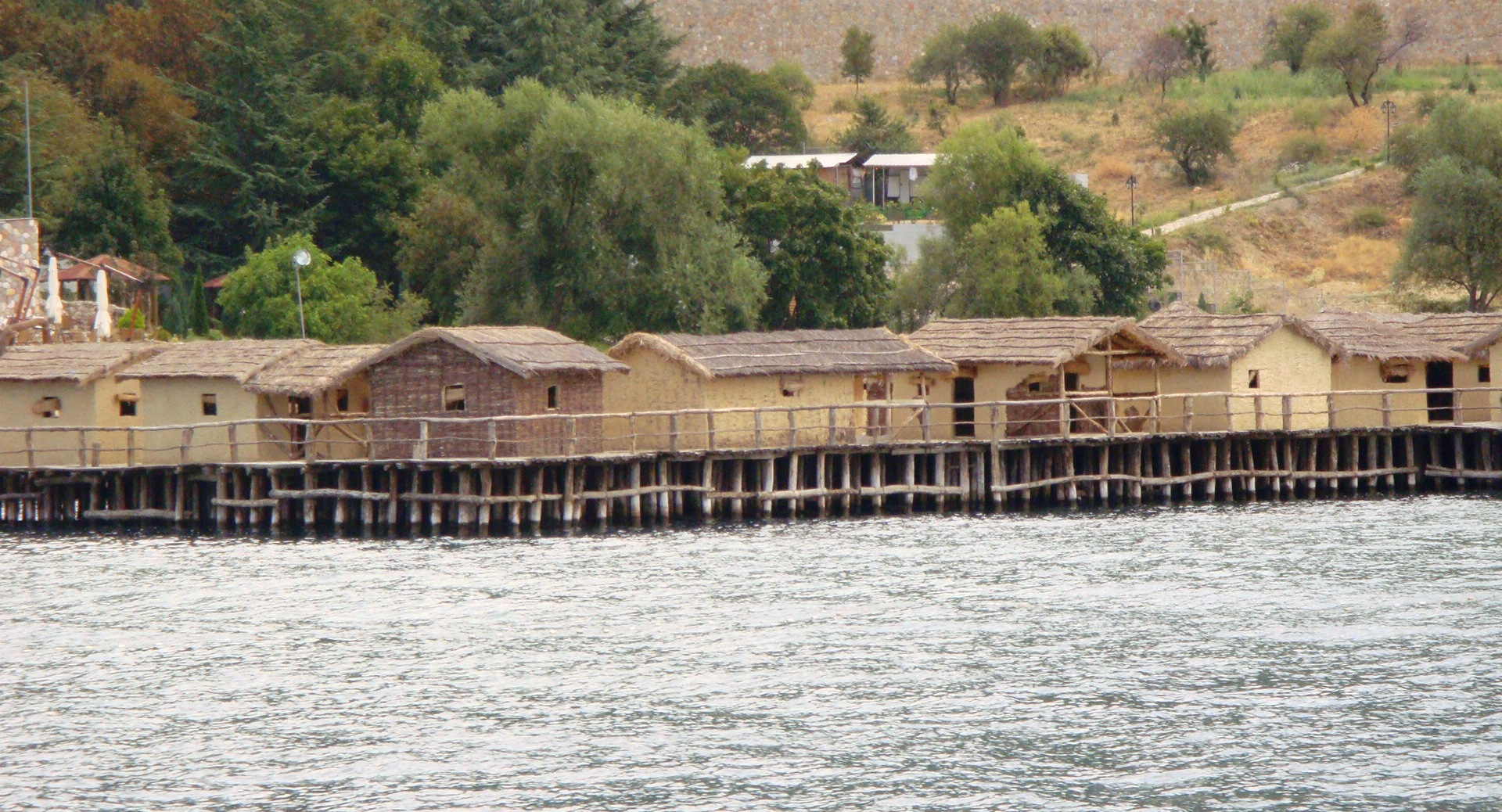
Vue depuis le lac.
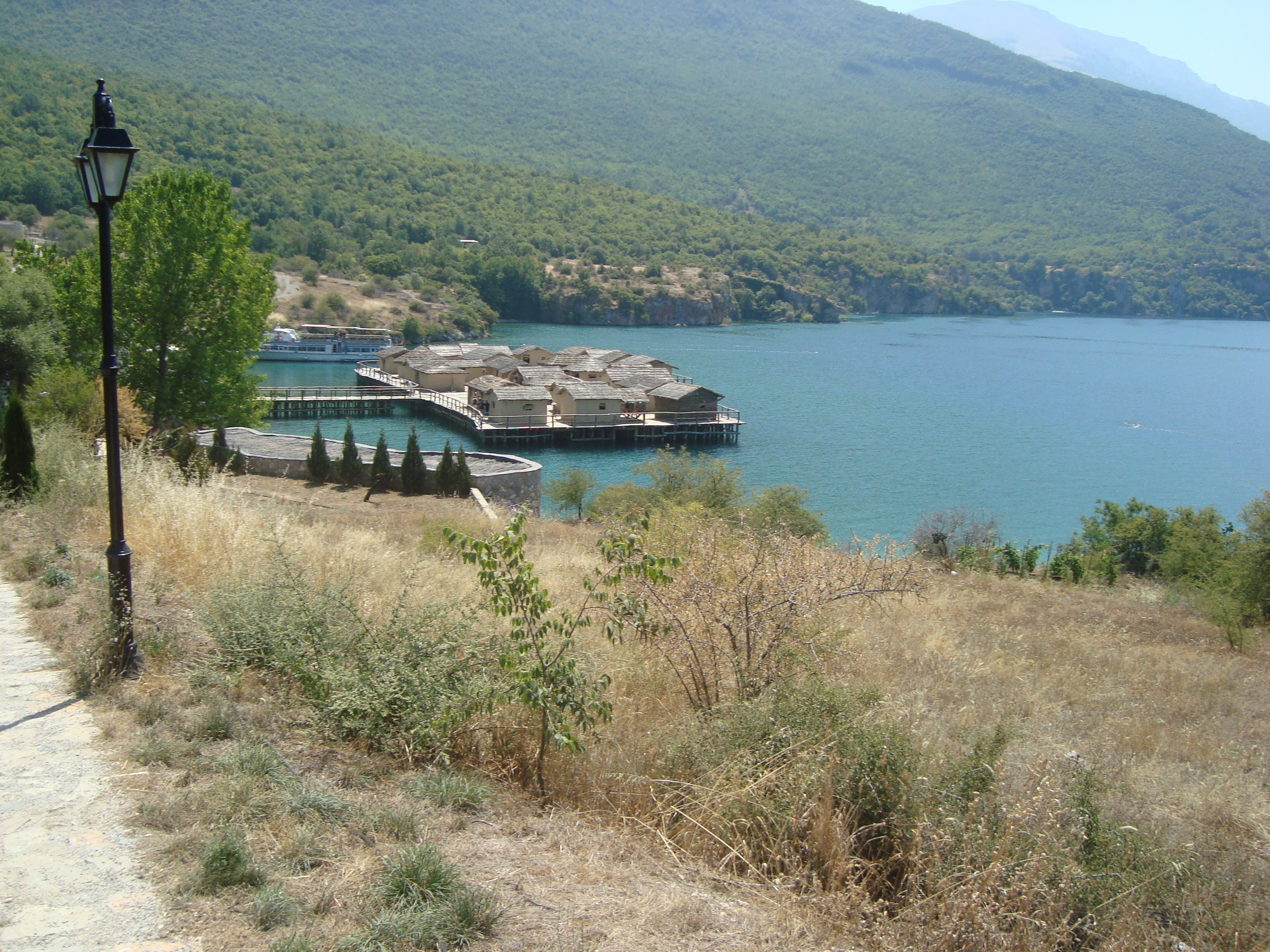
Vue depuis la route Ohrid - Saint-Naum.
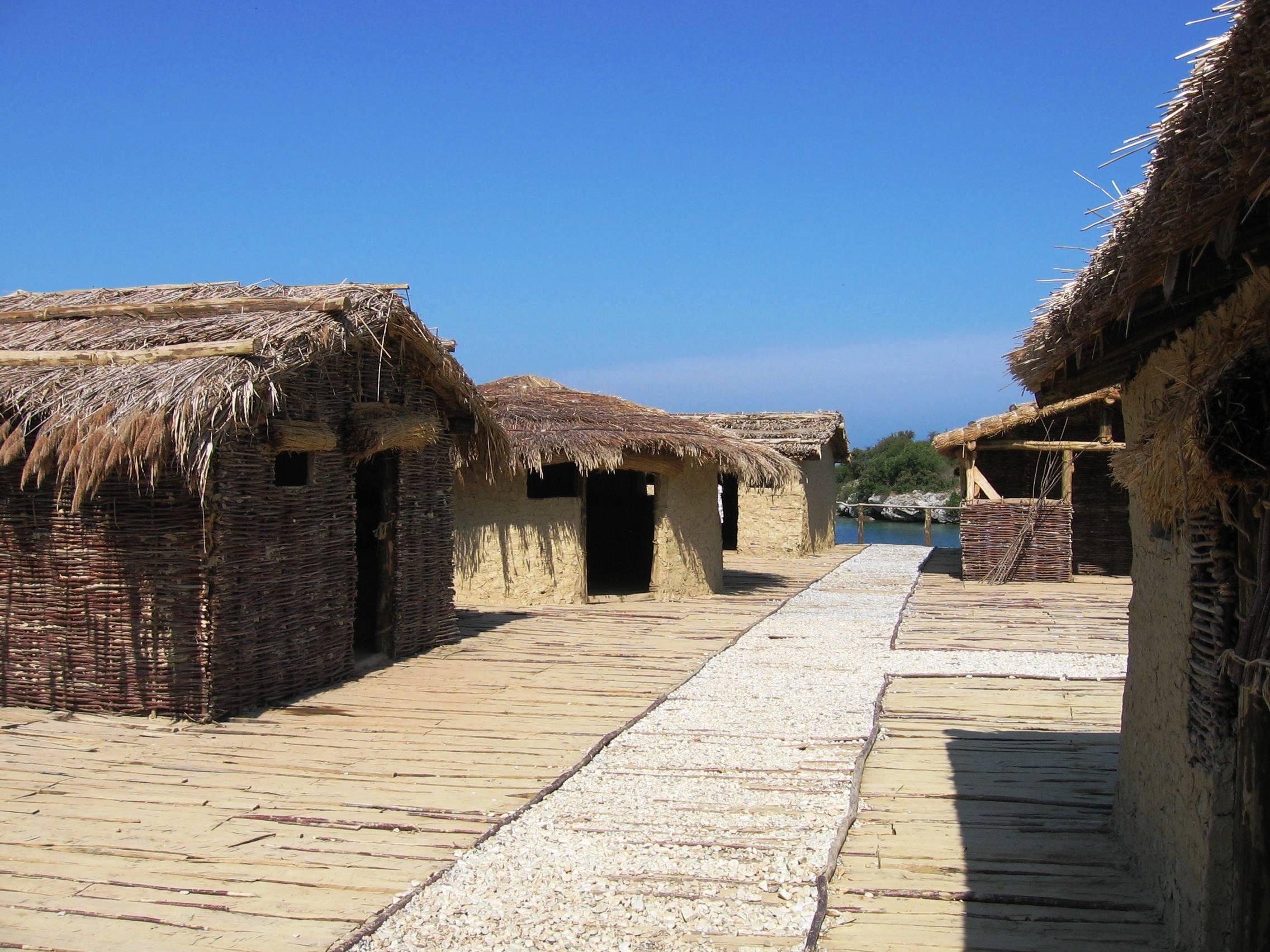
Village de Sozhenitsa.
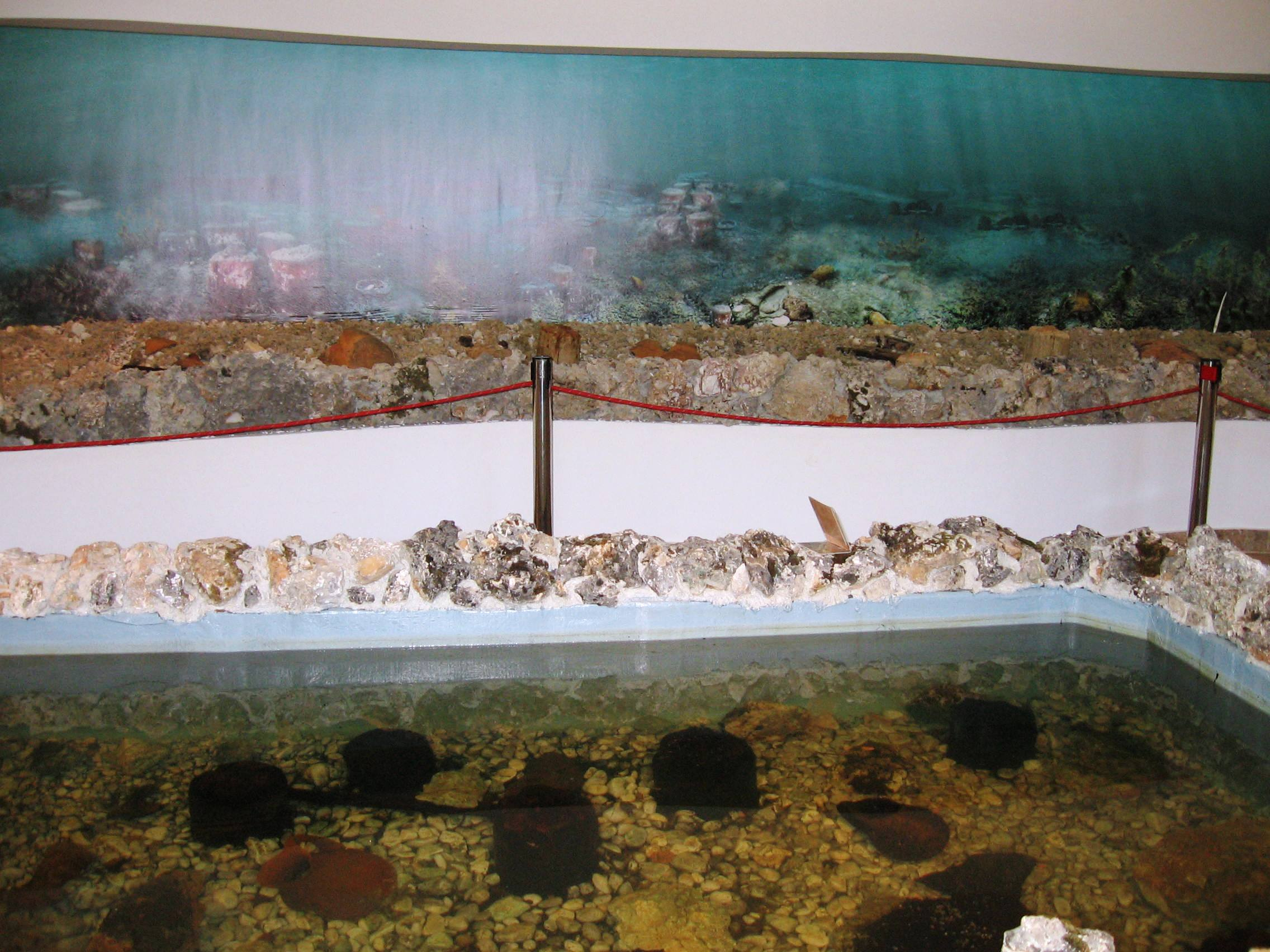
Restes de piliers originaux dans le musée.